# Francis Farrant
Francis Farrant (* 1803; † 1868) war ein britischer Diplomat.

## Leben
Farrant trat in den Dienst der Britischen Ostindien-Kompanie und wurde 1823 Lieutenant eines Regiments Bombay Light Horse der Bombay Army. Er kam mit dem Kommando von Colonel William Passmore 1833 als Militärberater von Mohammed Schah nach Täbris.
Nach dem Tod von Fath Ali Schah am 23. Oktober 1834 half die Militärmission von Colonel William Passmore, Mohammed Schah mit einem Marsch nach Teheran auf den Pfauenthron.
Francis Farrant wurde anschließend in den Sonnen- und Löwenorden aufgenommen.
Von 1834 bis 1837 leitete Francis Farrant die Ausbildung der persischen Kavallerie in Zandschan.
Ab 1837 wurde er Privatsekretär von Sir John McNeil.
1838 ließ Mohammed Schah mit russischen Militärberatern Herat belagern.
Aus der Perspektive von Britisch-Indien nahm die Stadt an der Seidenstraße eine strategische Schlüsselposition ein, welche der Gouverneur von Britisch-Indien George Eden, 1. Earl of Auckland, am besten durch die Installation eines unabhängigen Regenten unter britischen Schutz gesichert sah. 1838 begleitete Francis Farrant Sir John McNeil nach Herat.
Die britischen Mission wurde, unter William Taylour Thomson, nach Erzurum abgezogen, die diplomatischen Beziehungen unterbrochen und der erste anglo-afghanische Krieg entwickelt.
Von 1839 bis 1843 war Farrant militärischer Sekretär der britischen Gesandtschaft in Teheran.
1842 nahmen an einer ottomanisch-persischen Grenzkommission in Erzurum teil.
Von dort wurde er nach Bagdad und Kerbela gesandt, um über ein Massaker der Ottomanischen Armee an Persern zu berichten.
1844 wurde er Gesandtschaftssekretär in Teheran.
Von 1847 bis 1849 war er dort Geschäftsträger. 1852 trat er, nach einer langjährigen Fehde mit seinem Chef Justin Sheil, von seinem Posten zurück. Ein Zeitgenosse in Persien beschrieb ihn als lustigen Burschen, voller Spaß und Anekdote, der nie in ein Buch sah.
Farrant wurde 1855 zum Colonel befördert.